# Площадь Гагарина (Москва)
Площадь Гага́рина — площадь в Юго-Западном и Южном округах города Москвы на Ленинском проспекте, от которой лучами расходятся улица Косыгина и проспект 60-летия Октября. Под площадью в тоннеле проходят Окружная железная дорога и Третье транспортное кольцо. Одна из самых крупных по территории площадей в России.

## Происхождение названия
Названа 11 апреля 1968 года в честь первого человека, совершившего полёт в космос, Ю. А. Гагарина в связи с тем, что на этой площади 14 апреля 1961 года жители Москвы встречали первого космонавта. Ранее северная часть площади именовалась площадью Калужской Заставы, так как здесь в 1742—1852 годах на Камер-коллежском валу находилась застава при въезде в Москву по Калужскому шоссе.

## История
Площадь возникла на Калужском шоссе при строительстве в 1742 году Камер-коллежского вала вокруг Москвы, который стал в 1806 году официальной полицейской границей города. У образовавшейся здесь Калужской заставы была образована площадь. Долгое время сюда не доходила жилая застройка города. Рядом был Нескучный сад, парковые усадьбы и Донской монастырь. Район в 1806 году вошёл в Москву в составе Серпуховской полицейской части. Перед площадью в конце XIX века находились: слободы — Живодёрная (вошла в Москву в 1866 году) и слобода при Андреевском монастыре, а также Андреевская богадельня. Далее шёл овраг реки Кровянки. «Калу́жская заста́ва — не из бойких. Она так же, как и Серпуховская и некоторые другие заставы, со стороны Москвы порядочно удалена от жилья».

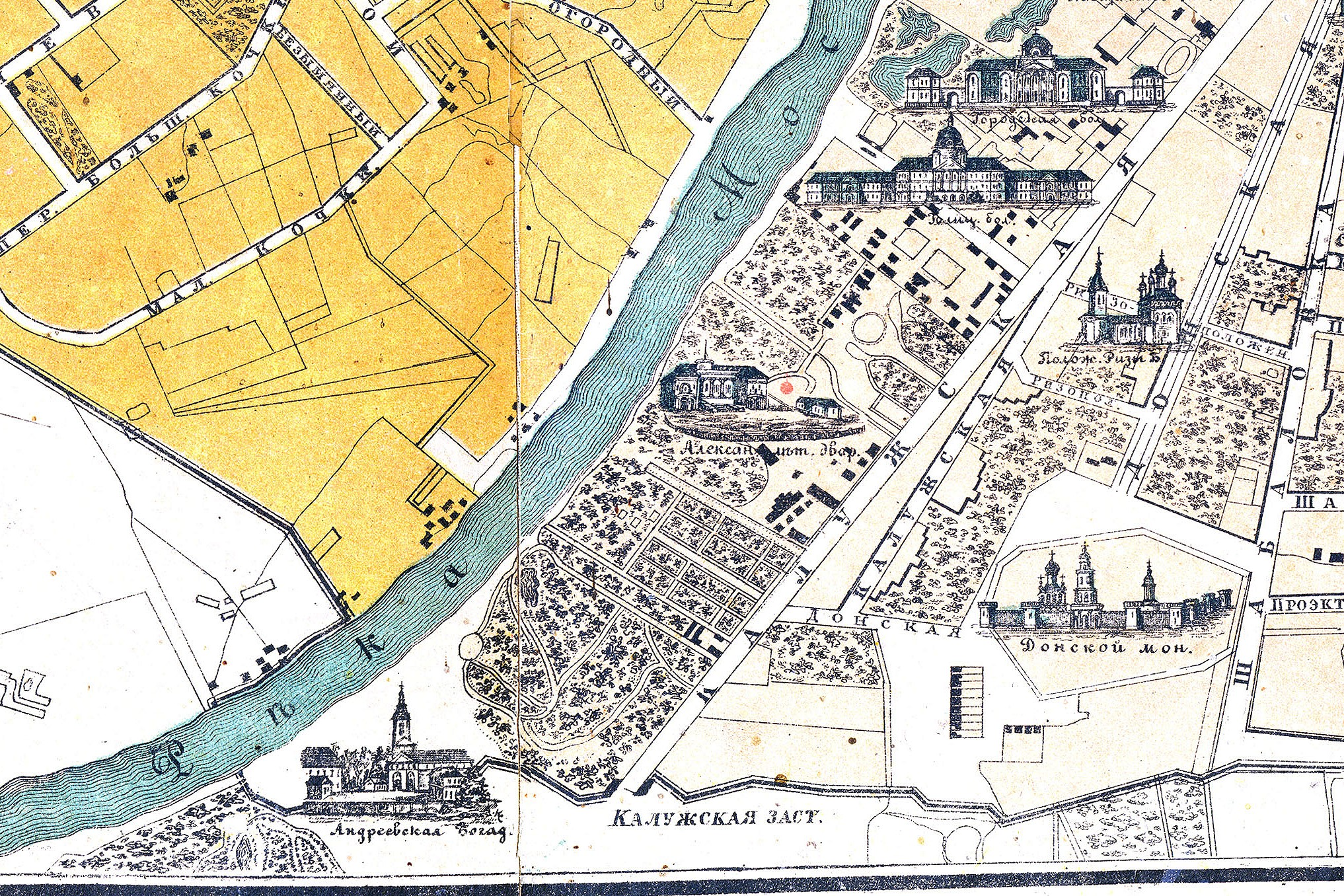
Район Калужской заставы (с плана Москвы 1878 года Касаткина)

Тем не менее через площадь Калужской заставы к 1891 году проходила из центра конка, а далее через площадь шёл паровой трамвай до Воробъёвых гор, где были дачи и места отдыха горожан. К 1909 году до площади был пущен электрический трамвай.
В 1908 году по оврагу южнее площади прошла Окружная железная дорога (сейчас это часть линии МЦК), по которой перевозили товар грузовые поезда до конца XX века.  После завершения строительства Окружная железная дорога стала официальной границей Москвы. В 1936 году ликвидировали трамвайную линию на Большой Калужской улице, проходившую через Калужскую заставу. Вместо них стали курсировать троллейбусы и автобусы.
В начале 1940-х годов на северной стороне площади начали сооружение двух жилых домов с башнями, по плану образующих парадный въезд в город Москва. Этот архитектурный ансамбль из-за войны закончили только в 1950 году. Эти дома в основном строили заключённые.
В 1957 году, в связи с массовым жилищным строительством в Юго-Западном районе и прокладкой Ленинского проспекта на основе бывшей Большой Калужской улицы в сторону области, построили новый путепровод через Окружную железную дорогу. Таким образом, к югу от площади Калужской Заставы образовалась новая площадь, которая позже объединит старую и новую.

Новую площадь, не имеющую ещё установленного Моссоветом названия, называют пока «Площадью трёх магистралей», так как, кроме идущего на юг с середины её Ленинского проспекта, отходит с неё слева на юго-восток Черёмушкинский проспект, а справа — на юго-запад Воробьёвское шоссе".

К 1958 году площадь застроили со всех сторон, а в 1962 году соорудили двухуровневую транспортную развязку (реконструирована в 2001 году).

К 1966 г. на площади и прилегающих магистралях сформировался крупный торговый центр, в который входят «Дом обуви», «Дом ткани», «Дом фарфора», магазин «Тысяча мелочей» и др.; всего здесь 32 предприятия торговли и службы быта.

Памятник Гагарину (фрагмент), Москва.

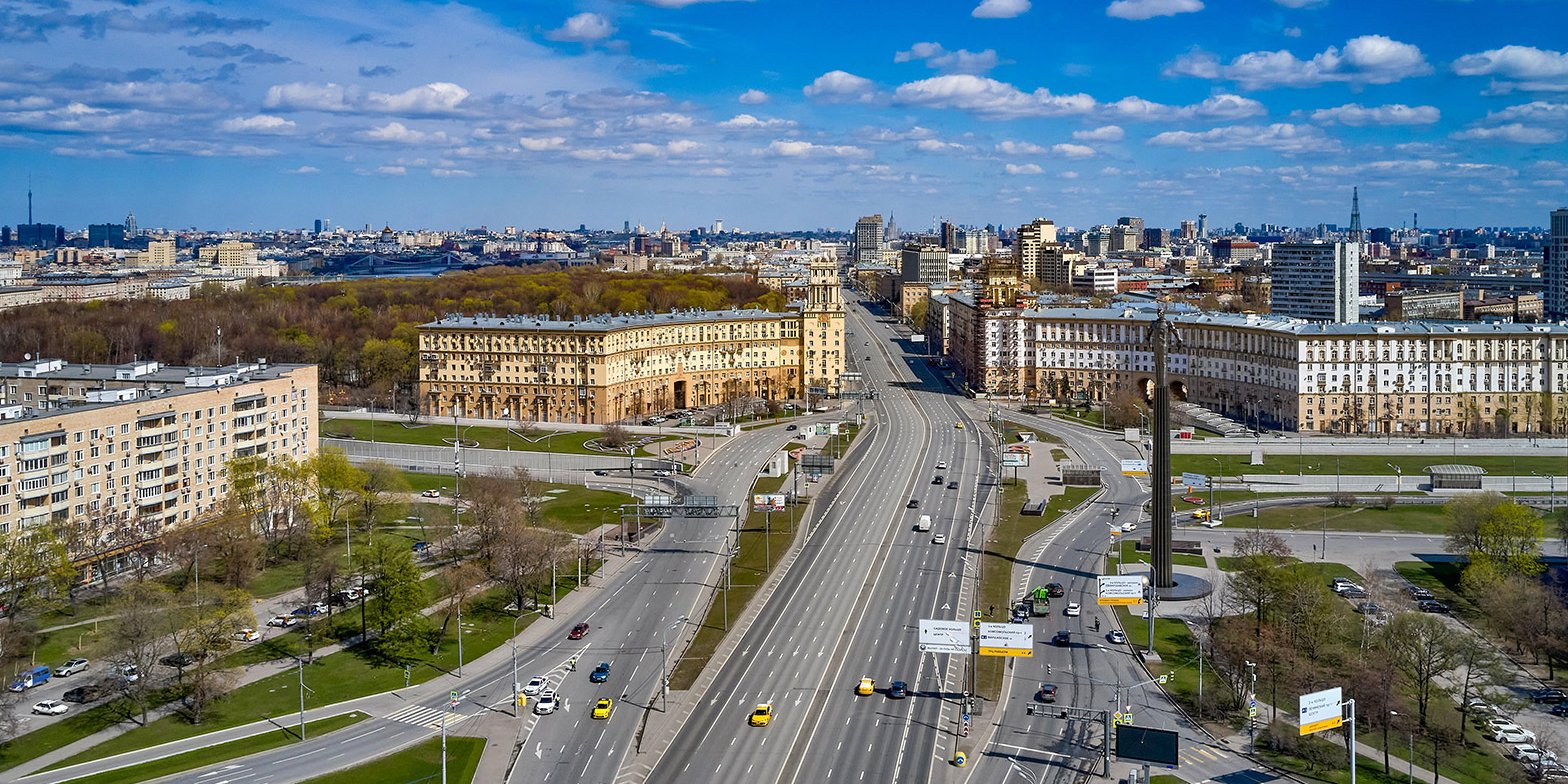
Вид на площадь Гагарина в сторону центра города.

В 1980 году на площади установили и 4 июля торжественно открыли 42-метровый памятник первому космонавту Ю.А.Гагарину, изготовленный на Балашихинском литейно-механическом заводе из специального титанового сплава.
В 2001 году в связи со строительством Третьего Транспортного кольца под площадью построен Гагаринский тоннель и подземная станция на Окружной железной дороге. Станция была открыта в 2016 году вместе с открытием пассажирского движения электропоездов по Московскому центральному кольцу.

## Здания, образующие ансамбль площади
Здания на площади имеют нумерацию по Ленинскому проспекту.
- № 37 и продолжение его — № 37а — 8-этажный жилой дом с 14-этажной башней (12 жилых этажей + 2 нежилых), образующий парадный въезд в город (1940—1950, архитекторы Е. А. Левинсон, И. И. Фомин.)
- № 30 — 8-этажный жилой дом с 14-этажной башней (12 жилых этажей + 2 нежилых), образующий парадный въезд в город (года постройки: 1946—1950, оригинальный довоенный проект: архитекторы Е. А. Левинсон, И. И. Фомин, после войны проект был отдан архитектору А. Е. Аркину на переделку)
- № 32 и 39 — жилые дома (1956—1957, архитекторы Л. Н. Павлов, Л. Ю. Гончар, И. А. Ядров), в которых находились гастроном «Спутник» и магазин «Тысяча мелочей», соответственно.
- № 34 и 41 — трапециевидные в плане жилые дома (1956—1957, архитекторы Г. Я. Чалтыкьян, И. А. Катков, С. М. Марковский), в которых находились магазины «Дом обуви» и «Дом ткани», соответственно.
- № 32а — здание Президиума Российской академии наук (1974—1990, архитектор Ю. П. Платонов)

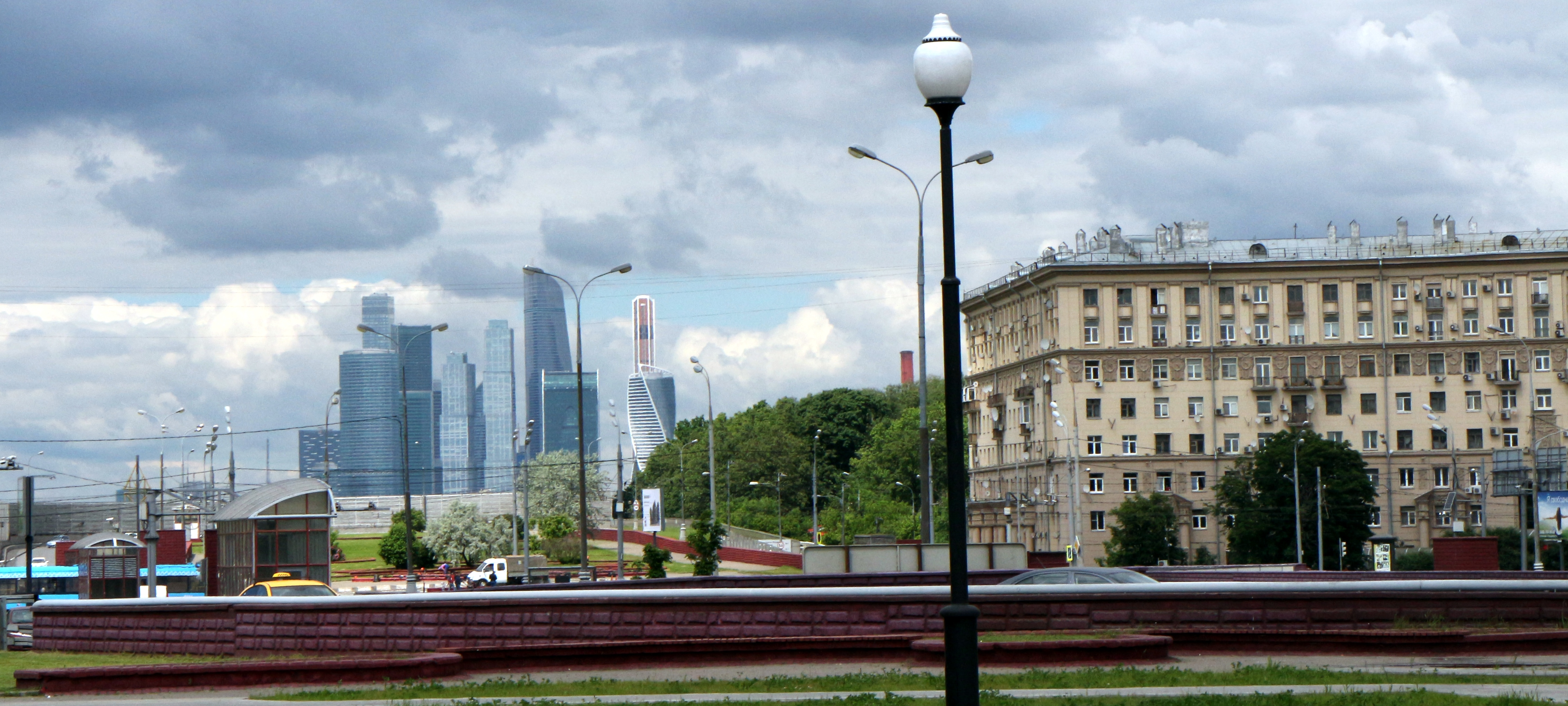
Площадь Гагарина (Москва) - 2017 г.

## Площадь в произведениях литературы и искусства
«Дом строился полукруглый на Калужскую заставу, с двумя крылами: одно — по Большой Калужской, другое — вдоль окружной. Всё делалось в восемь этажей, и ещё предполагалась шестнадцатиэтажная башня с солярием на крыше и
с фигурой колхозницы в дюжину метров высотой. Дом был ещё в лесах, со стороны улицы и площади не кончен даже каменной кладкой. Однако, уступая нетерпеливости заказчика (Госбезопасности), строительная контора скороспешно
сдавала со стороны окружной уже вторую отделанную секцию, то есть лестницу с прилегающими квартирами».

## Памятник
- Памятник Ю. А. Гагарину (1980, скульптор П. И. Бондаренко, архитекторы Я. Б. Белопольский, Ф. М. Гажевский, конструктор А. Ф. Судаков)[10].

## Транспорт
Вблизи площади находятся станции метро «Ленинский проспект» и Площадь Гагарина Московского центрального кольца.
Через площадь проходят автобусы м1, м16, е10, е12, 111, 196, 297, 317, 553, н11; трамваи 14, 39.